# Kam Woo-sung
Kam Woo-sung (en hangul, 감우성) (Okcheon, Corea del Sur, 1 de octubre de 1970) es un actor surcoreano, afiliado a 8D Creative. Kam es principalmente conocido por su rol de Jang-saeng en The King and the Clown (2005), una de las películas surcoreanas más taquilleras de la historia.

## Vida personal
En 2006, Kam contrajo matrimonio con su novia de quince años, la también actriz Kang Min-ah, en una ceremonia en Australia.

## Filmografía

### Películas
| Año  | Título                    | Papel          |
| ---- | ------------------------- | -------------- |
| 2002 | Marriage Is a Crazy Thing | Kim Jun-Yeong  |
| 2004 | R-Point                   | Choi Tae-In    |
| 2004 | Spider Forest             | Kang Min       |
| 2005 | A Bold Family             | Kim Myung-Seok |
| 2005 | The King and the Clown    | Jang-Saeng     |
| 2007 | Big Bang                  | Park Man-Su    |
| 2007 | My Love                   | Jang Se-Jin    |
| 2010 | The Outlaw                | Oh Jeong-Su    |

### Televisión
| Año  | Título                          | Papel                      |
| ---- | ------------------------------- | -------------------------- |
| 1991 | Our Paradise                    | Estudiante de arte         |
| 1991 | Woohwangcheongsimhwan           | Hyun                       |
| 1992 | A story of long-distance couple | Choi Wang-Jae              |
| 1992 | Investigation of Memory         | Choi Jong-Gwan             |
| 1992 | Enchantment                     | Cho Hoon-Bae               |
| 1993 | At Our Last Winter              | Geon-Woo                   |
| 1993 | Trumpet Flower                  | Chae I-Eon                 |
| 1993 | Stormy Season                   | Choi Han-Yeong             |
| 1993 | Women's Generation              | Kim Hyun-Seok              |
| 1993 | A Tale of Childhood             | Yong-Sik                   |
| 1993 | Jeremy                          | Jeremy                     |
| 1994 | The White Journey               | Cho Seong-Gyu              |
| 1994 | A Verse of Sad Father           | Cha Dong-Hwa               |
| 1995 | A Three-Color Friendship        | Tae-Hyung                  |
| 1995 | To Make a Man                   | Meong Tae-Min              |
| 1997 | The Mountain                    | Choi Seong-Gyu             |
| 1997 | Instinct                        | Lee Jun-Seob               |
| 1998 | Shy Lovers                      | Choi Myung-Il              |
| 1998 | Song of the Wind                | Song In-Gyu                |
| 1999 | Michiko                         | Han Dong-Wook              |
| 1999 | I'm Still Loving You            | Kim Hyung-Jun              |
| 2000 | Say It with Your Eyes           | Jang Ki-Woong              |
| 2000 | Medical Center                  | Kim Seung-Jae              |
| 2001 | Stars Rise Even in the Day      | Gab-Soo                    |
| 2002 | Hyun-jung, I Love You           | Kim Beom-Soo               |
| 2006 | Alone in Love                   | Lee Dong-Jin               |
| 2010 | The King of Legend              | King Geunchogo             |
| 2014 | My Spring Days                  | Kang Dong-Ha               |
| 2018 | Should We Kiss First?           | Son Moo-Han                |
| 2019 | The Wind Blows                  | Do Dae-cheol               |
| 2021 | Joseon Exorcist                 | Rey Kim Tae-jong de Joseon |

## Premios y nominaciones
| Año  | Premio                        | Categoría                                                   | Película/Serie            | Resultado | Ref.  |
| ---- | ----------------------------- | ----------------------------------------------------------- | ------------------------- | --------- | ----- |
| 1997 | MBC Drama Awards              | Premio a la excelencia masculina                            | Instinct                  | Nominado  |       |
| 1999 | MBC Drama Awards              | Premio popular                                              | I'm Still Loving You      | Ganador   |       |
| 1999 | MBC Drama Awards              | Premio a la mejor pareja (con Park Chae-rim)                | I'm Still Loving You      | Ganador   |       |
| 1999 | MBC Drama Awards              | Premio a la excelencia masculina                            | I'm Still Loving You      | Nominado  |       |
| 2002 | Women Viewers Film Awards     | Mejor actor                                                 | Marriage Is a Crazy Thing | Ganador   | [ 5 ] |
| 2002 | Grimae Awards                 | Mejor actor                                                 | Hyun-jung, I Love You     | Ganador   |       |
| 2002 | MBC Drama Awards              | Premio a la excelencia masculina                            | Hyun-jung, I Love You     | Ganador   |       |
| 2002 | Korean Film Awards            | Mejor idol                                                  | Marriage Is a Crazy Thing | Ganador   | [ 6 ] |
| 2002 | Blue Dragon Film Awards       | Mejor actor nuevo                                           | Marriage Is a Crazy Thing | Nominado  |       |
| 2002 | Korea Best Dresser Swan Award | Swan Award                                                  | Marriage Is a Crazy Thing | Ganador   |       |
| 2018 | Korea Drama Awards            | Premio a la gran excelencia, actor                          | Should We Kiss First?     | Ganador   | [ 7 ] |
| 2018 | SBS Drama Awards              | Gran Premio (Daesang)                                       | Should We Kiss First?     | Ganador   | [ 8 ] |
| 2018 | SBS Drama Awards              | Premio a la gran excelencia, actor en serie de lunes-martes | Should We Kiss First?     | Nominado  | [ 8 ] |
| 2018 | SBS Drama Awards              | Mejor pareja (con Kim Sun-a)                                | Should We Kiss First?     | Ganadores | [ 8 ] |